# マイルズ・エドワーズ
マイルズ・エドワーズ（Myles Edwards、1997年5月19日 - ）は、プロD2、RCヴァンヌに所属するラグビー選手。

## プロフィール
- イングランド・ハンズワース出身[1]。
- ポジションはロック(LO)。
- 身長 198cm、体重 124kg

## 来歴
ウスター・ウォリアーズ、ラ・ロシェル、オーリヤック、オヨナ、ワスプスを経て、2020年、東芝ブレイブルーパスに加入。
2021年、RCヴァンヌに加入。